# Fàbrica de Pernils York
La Fàbrica de Pernils York és una obra de Girona inclosa a l'Inventari del Patrimoni Arquitectònic de Catalunya.

## Descripció
És un interessant exemple d'arquitectura industrial racionalista on la simplicitat de línies i formes estan al servei de la funcionalitat, prescindint de motius decoratius superflus. Combina el maó vist amb el parament arrebossat emfatitzant l'horitzontalitat i les obertures. La tanca que envolta el recinte sembla haver-se inspirat en la de Rafael Masó per la casa Ensesa.

## Història
L'obra fou projectada per Josep Claret i la direcció de l'obra estigué d'Isidre Bosch. Al cap de quatre anys de construïts l'edifici, es va fer una ampliació seguint el mateix estil.